# Juodkrantė
Juodkrantė är en ort på Kuriska näset i Klaipėda län, Litauen. Före 1945 hette orten Schwarzort och var då en del i dåvarande tyska Ostpreußen.